# توبي مارتن
توبي مارتن (بالإنجليزية: Toby Martin)‏ هو مغن مؤلف أسترالي، ولد في 5 أغسطس 1975 في ملبورن في أستراليا.

## وصلات خارجية
- الموقع الرسمي
- توبي مارتن على موقع ميوزك برينز (الإنجليزية)
- توبي مارتن على موقع ديسكوغز (الإنجليزية)